# مارسيلو خوركيرا
مارسيلو خوركيرا (بالإسبانية: Marcelo Jorquera)‏ هو لاعب كرة قدم ومدرب كرة قدم تشيلي في مركز ظهير ‏، ولد في 13 أكتوبر 1992 في تشيلي. لعب مع ديبورتيس إيكيكي ونادي أونيفرسيداد دي تشيلي.

## وصلات خارجية
- مارسيلو خوركيرا على موقع قاعدة بيانات كرة القدم.إي يو (الإنجليزية)
- مارسيلو خوركيرا على موقع Soccerway.com (الإنجليزية)
- مارسيلو خوركيرا على موقع AS.com (الإسبانية)